# Antônio Francisco Tinta
Antônio Francisco Tinta, primeiro e único barão de Taitinga (Nazaré das Farinhas, Bahia, 02.08.1809  — 22.03.1886) foi um nobre brasileiro.
Nasceu na Vila de Nazaré das Farinhas, atual cidade de Nazaré na Bahia, era dono de engenhos na referida Vila e no bairro de Nazaré, em Salvador. Foi o chefe do estado-maior, chefe da Guarda Nacional na Bahia, Comendador, e agraciado com o título de Barão em 17.05.1872 por Sua Majestade Imperial D. Pedro II pelos serviços prestados à Nação. Filho de Antônio Francisco Tinta e D. Florinda do Amor Divino, donos da fazenda Paracoara, às margens do rio Jaguaripe. Casou-se com Maria Angélica da Silva Telles, mas ficou viúvo em 1858, contraindo segundas núpcias com sua prima, Constança de Góes e Vasconcellos em 30.11.1861, na Igreja de Santana do Sacramento, no bairro de Nazaré, em Salvador, Bahia. Constança, filha de Anna Florinda do Amor Divino e Pedro de Góes e Vasconcellos, era irmã de Pedro de Góes e Vasconcellos (Filho), Tesoureiro imperial na Bahia até 1879, e prima do Conselheiro Zacarias de Góes e Vasconcellos. O Barão não deixou descendência.